# Малые Снопы
Малые Снопы — деревня в Солнечногорском районе Московской области России, входит в состав сельского поселения Соколовское. Население — 0 чел. (2010).

## География
Деревня Малые Снопы расположена на севере Московской области, в западной части Солнечногорского района, примерно в 7 км к югу от города Солнечногорска, в 38 км к северо-западу от Московской кольцевой автодороги. Западнее проходит Пятницкое шоссе Р111, севернее протекает впадающая в Истру река Лопца.
К деревне приписано садоводческое некоммерческое товарищество. Ближайшие населённые пункты — деревни Жуково, Васюково, Алексеевское и Снопово.

## История
На карте Московской губернии Ф. Ф. Шуберта 1860 года — Снаповка.
В «Списке населённых мест» 1862 года Снопово — владельческая деревня 2-го стана Звенигородского уезда Московской губернии по правую сторону тракта из Воскресенска в Клин, в 43 верстах от уездного города, при колодце, с 8 дворами и 41 жителем (20 мужчин, 21 женщина).
По данным на 1890 год — деревня Пятницкой волости Звенигородского уезда с 32 душами населения.
В 1913 году — 6 дворов.
По материалам Всесоюзной переписи населения 1926 года — деревня Новлянского сельсовета Пятницкой волости Воскресенского уезда Московской губернии, проживал 51 житель (21 мужчина, 30 женщин), насчитывалось 9 крестьянских хозяйств.
С 1929 года — населённый пункт в составе Солнечногорского района Московского округа Московской области. Постановлением ЦИК и СНК от 23 июля 1930 года округа как административно-территориальные единицы были ликвидированы.
1974—1987 гг. — деревня Обуховского сельсовета Солнечногорского района.
1987—1994 гг. — деревня Соколовского сельсовета Солнечногорского района.
В 1994 году Московской областной думой было утверждено положение о местном самоуправлении в Московской области, сельские советы как административно-территориальные единицы были преобразованы в сельские округа.
1994—2006 гг. — деревня Соколовского сельского округа Солнечногорского района.
С 2006 года — деревня сельского поселения Соколовское Солнечногорского муниципального района Московской области.

## Население
| 1852 | 1859 | 1890 | 1899 | 1926 | 2002 | 2010 |
| ---- | ---- | ---- | ---- | ---- | ---- | ---- |
| 46   | ↘41  | ↘32  | ↘22  | ↗51  | ↘0   | →0   |